# دوغلاس باركر
دوغلاس باركر (بالإنجليزية: Douglas Parker)‏ هو كاتب مسرحي أمريكي، ولد في 25 مايو 1963.